# Zarro-de-colar
Zarro-de-colar ou caturro (Aythya collaris) é uma ave da família Anatidae. O macho é bastante parecido com o zarro-negrinha, distinguindo-se desta espécie pelo formato mais anguloso da cabeça, pela risca vertical branca no flanco e pela mancha branca no bico, perto da extremidade deste. A fêmea é acastanhada e também tem a mancha branca no bico.
Este pato é oriundo da América do Norte, sendo bastante raro na Europa, onde contudo aparece com alguma regularidade nos meses de Outono e Inverno.

## Subespécies
A espécie é monotípica (não são reconhecidas subespécies)